# Conesina
La conesina es un alcaloide esteroide que se encuentra en varias especies de plantas de la familia de las apocináceas, incluidas Holarrhena floribunda, H. antidysenterica y Funtumia elastica. Actúa como antagonista de la histamina, selectiva para el subtipo H3 (con una afinidad de pKi = 8,27; Ki = ~5 nM). También se encontró que tiene largos tiempos de eliminación del Sistema nervioso central, alta penetración de la barrera hematoencefálica y alta afinidad por los receptores adrenérgicos.